# (47171) Lempo
(47171) Lempo, (también conocido por su designación provisional, (47171) 1999 TC36), es objeto transneptuniano (TNO) formado por tres cuerpos. El primero fue descubierto en 1999 por Eric Rubenstein y Louis-Gregory Strolger desde el Observatorio Nacional Kitt Peak (KPNO). Posteriormente en 2001 se observó un satélite y en 2007 se descubrió que el componente principal era realmente a su vez un cuerpo doble.
Fue clasificado como un plutino con una resonancia orbital 2:3 con Neptuno, y actualmente solo se encuentra a 30,5 UA del Sol, siendo uno de los TNOs más brillantes. Alcanzó su último perihelio en julio del 2015.
El 5 de octubre de 2017, recibieron los nombres de Lempo, el mayor cuerpo del componente principal, Hiisi el menor, y Paha, el satélite que orbita a los dos anteriores. Estas denominaciones hacen referencia a Lempo, Hiisi y Paha, personajes de la mitología finesa.

## Características físicas
(47171) 1999 TC36 es un sistema triple que consiste en un objeto central primario, que es a su vez binario (componente A), y un pequeño satélite (componente B). Las observaciones combinadas en infrarrojo del Telescopio Espacial Spitzer (SST), del Telescopio Espacial Herschel y del Telescopio Espacial Hubble (HST) hacen posible estimar el tamaño de sus componentes y en consecuencia proveer el rango de los posibles valores de las masas y densidades de los objetos. El diámetro del cuerpo entero (tamaño efectivo del sistema) está estimado en 393,1 km.
La baja densidad estimada entre 0,3–0,8 g/cm³ obtenida en 2006 (cuando se pensaba que el sistema era binario) hubiera requerido una alta porosidad sumamente inusual del 50–75%, asumiendo una mezcla homogénea de hielo y roca. La medición directa de los flujos visibles de los tres componentes del sistema en 2009 por el TEH tuvo como resultado un mejoramiento en la precisión de la densidad promedio, dando como resultado 0,532 g/cm³, confirmando así la conclusión previa de que el objeta sería probablemente una pila de escombros. La densidad fue revisada nuevamente para ser confirmada en 0,64 g/cm³ en 2012 cuando nueva información del Herschel se hizo disponible. Para una densidad de masa en el rango de 1–2 g/cm³ la porosidad tiene un rango de 36–68%, confirmando nuevamente que este objeto es una pila de escombros.
1999 TC36 tiene una pendiente espectral muy roja en la luz visible y un espectro muy chato en el infrarrojo cercano. Además, también tiene una débil absorción cerca de la longitud de onde de 2 μm, probablemente provocado por hielo de agua. El mejor modelo para representar su superficie consiste en: tolinas, cristales de hielo y serpentina. Estos resultados aplican para los tres componentes del sistema.

## Componentes
El satélite, descubierto el 8 de diciembre de 2001 por C. A. Trujillo y M. E. Brown usando el Telescopio Espacial Hubble y anunciado el 10 de enero de 2002, tiene un diámetro estimado de 132 km y una semieje mayor de 7.411kKm, orbitando su componente primario cada 50,302 días. Se estima que éste tiene una masa de solo 0,75x1018 kg.
En 2009, los análisis las imágenes del Telescopio Espacial Hubble revelaron que el objeto primario está compuesto a su vez de dos objetos de similar composición. Éste par central tiene un semieje mayor de alrededor de 867 km y un período de traslación de 1,9 días. Asumiendo un albedo igual entre ambos de cerca de 0,079, los componentes primarios tienen aproximadamente 1=272 km y A2=251 km de diámetro. El componente B orbita el baricentro del sistema A1+A2. La masa del sistema estimado a través del movimiento del componente B es de 12,75x1018 kg. El movimiento orbital de los componentes A1 y A2 dan una masa estimada algo mayor de 14,2x1018 kg. Las discrepancias probablemente estés relacionadas con interacciones gravitacionales no tomadas en cuenta para un sistema de tres componentes.

## Origen
Existen dos principales hipótesis sobre cómo el sistema triple 1999 TC36 se formó. La primera es que hubo una gran colisión y su subsiguiente acreción de materiales dieron nacimiento al sistema. La segunda es que el sistema binario original capturó el tercer componente. Los tamaños similares de A1 y A2 hablan a favor de la segunda hipótesis.

## Exploración
1999 TC36 fue sugerido como objetivo para la sonda New Horizons 2, un gemelo de la sonda del mismo nombre que podría pasar por Júpiter y Urano y dirigirse a otros cuatro TNOs.